# Woodland (Alabama)
Woodland – miasto w Stanach Zjednoczonych, w stanie Alabama, w hrabstwie Randolph. W roku 2023 miasto zamieszkiwało 227 osób, a gęstość zaludnienia wynosiła 78,3 osoby/km².